# Principat de Bhopal

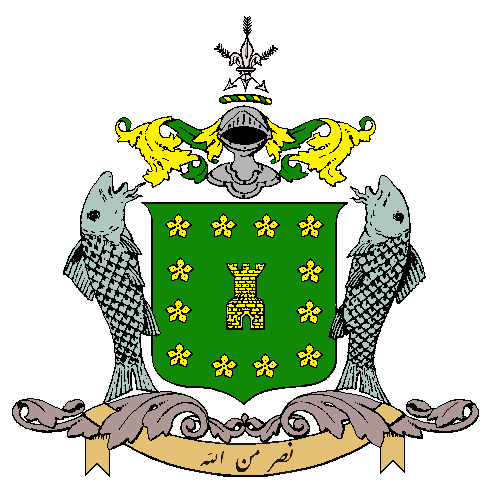
Escut de Bhopal

Bhopal fou un estat tributari protegit de l'Índia a Malwa, a l'agència de Bhopal a l'Índia central.

## Superfície i població
La superfície era d'uns 17.801 km² i la població el 1881 de 954.901 habitants, el 1891 de 954.901, el 1901 de 665,961 (descens degut a la fam de final del segle XIX) i el 1931 de 730.000.
Hi havia 3073 pobles i cinc ciutats: Bhopal (ciutat) (77-023 habitants el 1901), Sehore, Ashta, Ichhawar i Berasia. La població era de majoria hindú (483.611 el 1901, és a dir el 73%) amb 14% d'animistes (principalment gonds), 13% de musulmans i uns milers de jainistes. La llengua principal era l'hindi, seguit del malwi i l'urdú. les castes principals eren els chamars, thakurs, chhatris, rajputs, bramans, lodhis, balais, khatis, kachhis, ahirs i kurmis; entre les tribus els gonds, els kirars i els mines.

## Origen del nom
El nom derivava de Bhoj Pal, una resclosa que després va proveir d'aigua a la ciutat de Bhopal, la capital, resclosa suposadament construïda pel raja Bhoj de la dinastia Paramara de Dhar; una altra teoria és que deriva de Bhupala, el nom d'un rei.

## Geografia
L'estat estava ocupat en part per una branca de les muntanyes Vindhya al nord del riu Narbada que formava el límit sud del principat. Els rius eren nombrosos destacant el Betwa i el Parwati i els seus afluents el Kaliasot, Ajnar, Papras, i Paru.

## Història
La dinastia de Bhopal fou fundada per Dost Muhammad Khan un afganès de Tirah de la tribu Mirazai Khel dels Barakzais, que va anar a servir d'Aurangzeb però va arribar després de la seva mort el 1707 ja en temps de Bahadur Shah I i va obtenir la cessió de la pargana de Barasia; va estendre els seus dominis fundant les ciutats de Islamnagar i Bhopal convertint aquesta darrera en capital, construint allí el fort Fatehgarh. Uns anys després es va declarar independent i va agafar el títol de nawab. El 1720 es va enfrontar al Nizam al-Mulk però va poder arranjar un acord deixant el seu fill Yar Muhammad Khan com a ostatge.
Va morir el 1740 als 66 sis anys i el va succeir el seu fill Muhammad Khan de 8 anys per elecció dels nobles de l'estat. No obstant el menor fou ràpidament eliminat per Yar Muhammad Khan, que va retornar d'Hyderabad on romania com a ostatge, i tenia el suport del nizam que li va concedir la Mahi Maratih (Insígnia del Peix) un dels més alts honors de l'Imperi Mogol. Yar era fil il·legítim i mai va agafar el títol de nawab. Va morir el 1754 i el va succeir el seu fill Faiz Muhammad Khan, d'onze anys; el seu oncle Muhammad Khan va intentar agafar el poder però fou derrotat i es va retirar a Rahatgarh, que li fou concedit en jagir amb la intercessió de la vídua de Yar Muhammad.
Faiz Muhammad fou un home molt religiós que vivia retirat; mesurava més de 2 metres d'altura; va deixar el govern en mans de l'hindú Baiji Ram, que fou un enèrgic i excel·lent administrador i va estendre els dominis de l'estat de manera considerable però al final va haver de cedir la meitat de l'estat de Bhopal al peshwa maratha Baji Rao. Faiz Muhammad va morir jove el 1777, i el va succeir el seu germà Hayat Muhammad Khan, també un religiós extrem que vivia igualment retirat.
El 1778 quan el general Goddard va fer la seva famosa marxa per l'Índia (de Bengala a Bombai) per donar suport a la reclamació de Raghuba com a peshwa maratha, fou l'únic estat que li va donar ajut mercès al ministre Gond Faulad Khan. Aquesta ajut li va costar diversos atacs i saquejos dels marathes oposats a Raghuba. Faulad Khan va carregar d'impostos al país i a la seva mort el 1779 la reina mare Mamullah, vídua de Yar Muhammad Khan, va nomenar ministre principal a Chhote Khan un braman protegit per Hayat Muhammad Khan; aquesta reina va gaudir de considerable poder i a la seva època només es pot comparar a la reina Ahalya Bai d'Indore. Durant 50 anys (fins que en tenia 80) va influir o va dirigir de facto els afers d'estat.
El 1798 a la mort de Chhote Khan, diversos ministres van ocupar el lloc en ràpida successió; els seus govern foren dèbils i poc després van començar els atacs del pindaris i dels marathes. Llavors va entrar en escena la figura de Wazir Muhammad Khan, cosí del nawab, que va assolir la direcció dels afers amb energia de manera que aviat va recuperar el bon govern de l'estat i la seva fortalesa. El nawab Hayat Muhammad el volia nomenar ministre però el seu germà Ghous o Ghaus Muhammad Khan i la seva mare s'hi van oposar i fou nomenat pel càrrec Murid Muhammad Khan de Rahatgarh, un home sense escrúpols ni moral que va fer diversos actes de tirania que van disgustar a la noblesa afganesa; com que les conspiracions de la noblesa no van reeixir, van cridar en ajut a Sindhia de Gwalior; el fort de Fatehgarh a Bhopal fou entregat a Amir Khan, general al servei de Sindhia després fundador de l'estat de Tonk, i Wazir va haver de renunciar al poder i abandonar el país; però conflictes interns a Gwalior van obligar a Sindhia a cridar les seves forces i llavors Wazir va retornar al front d'una força considerable, i va expulsar els marathes de Fatehgarh. Murid Muhammad Khan de Rahatgarh fou agafat com a ostatge pel general maratha i va morir poc després deixant a Wazir amb les mans lliures per exercir el poder.
Tot i la baixada de la recaptació a 50000 rúpies va aconseguir aixecar un exèrcit i recuperar els districtes perduts a la zona del Narbada. Ghous o Ghaus Muhammad alarmat per aquest poder, va contactar amb el cap pindari Karim Khan, el qual va passar al seu servei i va derrotar a Wazir que va haver d'abandonar el país per segon cop. No va tornar a retornar i expulsar els pindaris i llavors altre cop Ghaus va demanar ajut a Sindhia al que va oferir la cessió del fort d'Islamnagarh i una gran suma de diners. El 1807 moria el nawab Hayat Muhammad, de fet retirat de la vida política.
El 1807 les forces de Nagpur dirigides per Sadik Ali es van apoderar de diversos districtes fronterers i a petició de Ghaus Muhammad van avançar cap a la mateixa Bhopal. Wazir es va retirar al fort de Ginnurgarh, i Sadik Ali, després de sis setmanes, va retornar a Nagpur prenent el fill de Ghaus Muhammad com a ostatge. Wazir va recuperar així la possessió de Fatehgarh. Ghaus va admetre que s'havia equivocat i es va retirar, mentre Wazir recupera ràpidament els territoris perduts davant Sadik Ali, i feia grans esforços per obtenir la protecció britànica (1809) enviant a Inayat Masi àlies Salvador Bourbon (membre de la família Borbó de Bhopal descendents del Borbons francesos) com a delegat personal, a trobar l'expedició del general Close a aquesta zona, però la protecció li fou refusada. Llavors Wazir es va aliar als pindaris i amb aquest ajut va poder resistir a Sindhia de Gwalior i a Raghuji Bhonsle, quan el 1813 les forces combinades de Gwalior i Nagpur van avançar cap a Bhopal. Wazir i els pindaris van defensar la ciutat durant 8 mesos amb coratge i valentia. Un setge en regla fou evitat per les lluites internes entre els generals de Gwalior i la intervenció dels britànics. Wazir va morir el 1816 amb 51 anys, després de governar absolutament els darrers nou anys. El va succeir el seu fill segon Nazar Muhammad Khan, casat amb la filla del sobirà legítim Ghaus Muhammad, Kudsia Begam.
La seva primera acció fou renovar la petició paterna de protectorat britànic i aquesta vegada ho va aconseguir. El 1817, al començar la guerra pindari, es va signar un primer tractat i es va formar una estreta aliança entre Bhopal i els britànics. El 1818 un tractat amb la Gran Bretanya li va garantir la possessió de l'estat i el nawab va estar d'acord a aportar un contingent de 600 cavalls i 400 infants que havien de lluitar contra els pindaris) i va rebre cinc districtes de Malwa (parganes de Devipura, Ashta, Sehore, Duraha i Ichhawar) i el fort de Islamnagar (recuperat de Sindhia) com a recompensa pels seus serveis i per pagar aquest contingent.
Nazar Muhammad va morir ek 1819 d'accident (una pistola disparada sense voler per un nen) i per un acord dels nobles amb aprovació britànica, el va succeir el seu nebot, un infant de nom Munir Muhammad Khan, que fou promès la filla del difunt, de nom Sikandar Begam, i sota regència de la vídua Kudsia Begam; Nazar, per deferència a Ghaus Muhammad, mai havia assumit el títol de nawab però havia estat el governant efectiu.
Kudsia Begam, volia el govern i quan Munir va intentar imposar la seva autoritat va quedar desautoritzat per la regent i va renunciar al tron i als seus drets en favor de la seva promesa Sikandar Begam i del seu propi germà Jahangir Muhammad, rebent unes terres en jagir de renda 40.000 rúpies. Kudsia va demorar tant com va poder el matrimoni de Jahangir Muhammad amb Sikandar Begam que finalment es va celebrar el 1835. Llavors Jahangir i Sikandar volien els dos les regnes del poder i Kudsia intentava conservar-lo. Jahangir va intentar un cop d'estat el 1837 en el que volia capturar a Kudsia, però va fracassar i va haver de fugir del país; finalment Jahangir Muhammad fou restaurat al poder el 1837 per mediació del govern britànic retirant-se Kudsia que va rebre una pensió vitalícia de 5 lakhs de Bhopal.
Jahangir va morir el 1844 i va deixar un testament concedint la successió al seu fill il·legítim Dastgir Muhammad Khan; aquesta voluntat fou ignorada i es van reconèixer els drets de la seva filla legitima Shah Jahan Begam, amb Faujdar Muhammad Khan, oncle matern de Sikandar Begam, com a regent. El 1847 el regent va renunciar i el va succeir Sikandar Begam, que va governar fins a la seva mort el 1868. Fou una gran administradora i va fer reformes importants, incloent l'abolició dels monopolis comercials i de les taxes de cultiu, la reorganització de la policia i la moneda, i la liquidació del deute. El 1855 la seva filla Shah Jahan Begam, es va casar amb Bakhshi Baki Muhammad Khan que no era membre de la nissaga reial i només fou considerat nawab consort. Shah Jahan Begam fou reconeguda com a sobirana però Sikandar Begam va restar com a regent fins que la seva filla arribés a l'edat adequada. Aquest acord fou impugnat per Sikandar, que es considerava sobirana per dret propi i no com a regent i considerava que la seva filla no havia de ser reconeguda reina durant la seva vida. Shah Jahan va renunciar voluntàriament al seu dret i va accedir a esperar la mort de la seva mare. Sikandar es va destacar pel suport als britànics durant el motí de 1857, cosa que li fou recompensada el 1860 amb la cessió del districte de Berasia, antigament part de Bhopal que havia passat a Dhar, i fou nomenada comanadora de l'orde de l'estrella de l'Índia el 1861; el 1862 li fou atorgat un sanad en què es reconeixia la successió per adopció i conforme a la llei musulmana. El 1867 la seva filla Shah Jahan va quedar vídua (tenia ja una filla de nom Sultan Jahan Begam) i va seguir el pardah o retirada de dol. El 1868 va morir Sikandar Begam i Shah Jahan Begam va deixar el pardah i va pujar finalment al poder, i la seva filla fou reconeguda hereva.
El 1871 la reina es va casar en segones noces amb Maulvi Muhammad Siddik Hasan Khan, i es va retirar de l'activitat pública seguint el pardah que havia iniciat el 1867 i havia aturat el 1868, però va seguir administrant l'estat i el seu consort no fou investit amb cap autoritat, si bé va rebre el títol honorari de nawab i funcions administratives. L'hereva Sultan Jahan Begam, es va casar el 1874 amb Ahmad Ali Khan, un membre de la tribu Mirazai Khel. El 1880 la reina Jahan va pagar el ferrocarril de Hoshangabad a Bhopal, i el 1881 va abolir la taxa pel trànsit de sal i va cedir terrenys pel ferrocarril Bhopal-Ujjain a la construcció del qual també va posar diners. Li fou concedida la salutació de 19 canonades i disposava d'un exèrcit de 694 cavallers i 2200 infants a més dels 600 cavallers i 400 infants de l'anomenat Batalló de Bhopal. El tribut era de 2 lakhs de rúpies (20.000). El nawab consort va fomentar disputes entre la seva dona i la mare d'aquesta i el 1884 el govern britànic va privar al nawab de tots els seus títols i honors (va morir d'hidropesia el 1890). El 1899 i 1900 es va patir a l'estat una gran fam.
Shah Jahan va morir el 1901 i la va succeir la seva filla Sultan Jahan Begam, que va governar assistida pel seu fill gran Nawab Muhammad Nasirullah Khan; altres dos fill Sahibzada Ubaidullah Khan i Hamidullah Khan també exercien càrrec a l'administració (el primer era el comandant del Servei Imperial de Llancers). Nasirullah va morir el 3 de setembre de 1924 i el 24 de març anterior havia mort Ubdaidullah. El 29 d'abril de 1926 la begum va abdicar i el seu tercer fill Hamidullah va assolir el poder i fou el darrer sobirà amb poders.
L'estat va deixar pas a una nova administració l'1 de juny de 1949. Hamidullah va morir el 4 de febrer de 1960.

## Llocs interessants
- Stupa de Sanchi (segle III aC)
- Forts de Raisen, Ginnurgarh, Siwans i Chauklgarh
- Figura colossal a Mahilpur
- Temple de Samasgarh a 15 km
- Temples de Narwar
- Temple de Jamgarh del segle XII
- Mesquita Jama Masjid de Kudsia Begam
- Mesquita Taj-ul-Masajid, començament del segle XX

## Administració
La capital era Bhopal (ciutat), amb el fort de Fatehgarh al sud-oest, on residien els sobirans, al costat d'un llac artificial (Pukhta-Pul Talao o "Llac del Pont de Pedra) de més de 6 km de llarg i 3 d'ample. Sehore, la residència de l'agent polític britànic, estava a uns 32 km i era seu també del Batalló de Bhopal.
Estava dividit en quatre districtes (subdividits en tahsils) i un districte especial:
- Nizamat-i-Shimal (Nizamat del Nord)
- Nizamat-i-Mashrik (Nizamat de l'Est)
- Nizamat-i-Janub (Nizamat del Sud)
- Nizamat-i-Maghrib (Nizamat de l'Oest)
- Sihkrohi ("Radi de Sis Milles"), districte especial de Bhopal ciutat

## Segells
Un sistema postal es va introduir el 1862 però fins al 1869 no hi havia càrrec; en aquest any es va introduir el sistema de l'Índia Britànica i es van començar a vendre segells. Es van emetre segells de recaptació entre 1911 i 1945 i segells complementaris (court fee) entre 1935 i 1942.

## Bandera i escut
Tot i que no se sap segur, se suposa que la bandera de l'estat i l'estendard del sobirà eren idèntiques en colors: rectangulars dividida en tres franges horitzontals negre, blanc, verd; l'estendard incloïa a més a mésla tughra (signatura) de sobirà o la begum en daurat al centre de la franja blanca, amb corona daurada al damunt (a la franja negra) tenint una inscripció en urdú (també daurada) a cada costat.
Es coneixen també algunes banderes militars.
L'escut era verd (generalment rodó) amb vora daurada, amb una torre daurada al centre rodejada per un cercle de 12 flors de mesc (gènere Mimulus) en colors propis (predomini de daurat amb centre vermell). Sobre l'escut elm daurat, i sobre aquest en coronació, dues fletxes creuades (punta a la part inferior) i una de central vertical amb una ornamentació (una flor de lis) al centre tot daurat. Per damunt de la coronació una cinta daurada amb el lema en urdú, de color verd: "Nasir Minullah" que vol dir "La Victòria és de Déu". Llambrequins de l'elm en verd i daurat. Suports: dos peixos (mahsir) naturals aguantats per decoració daurada. Se'n coneixen algunes versions amb lleugeres diferències.
Les armes de la dinastia eren similars però l'escut era suís, i sobre la coronació no hi havia la cinta amb lema sinó la corona reial daurada; a la part inferior en lloc del suport dels peixos, la cinta amb una inscripció en urdú que no era el lema.

## Llista de nawabs i begums
- Dost Muhammad Khan 1707-1728
- Sultan Muhammad Khan 1728
- Yar Muhammad Khan 1728-1742

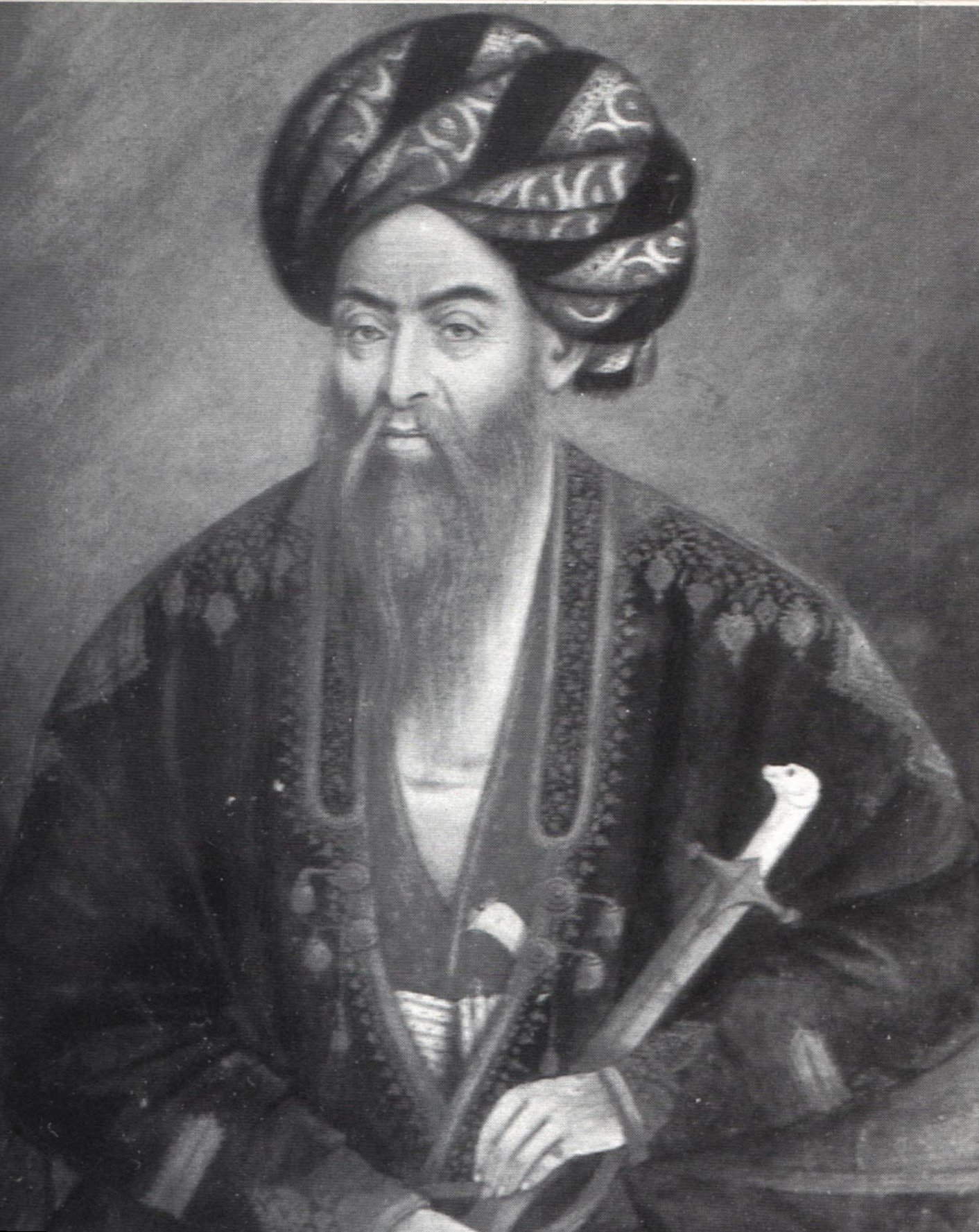
Dost Muhammad Khan

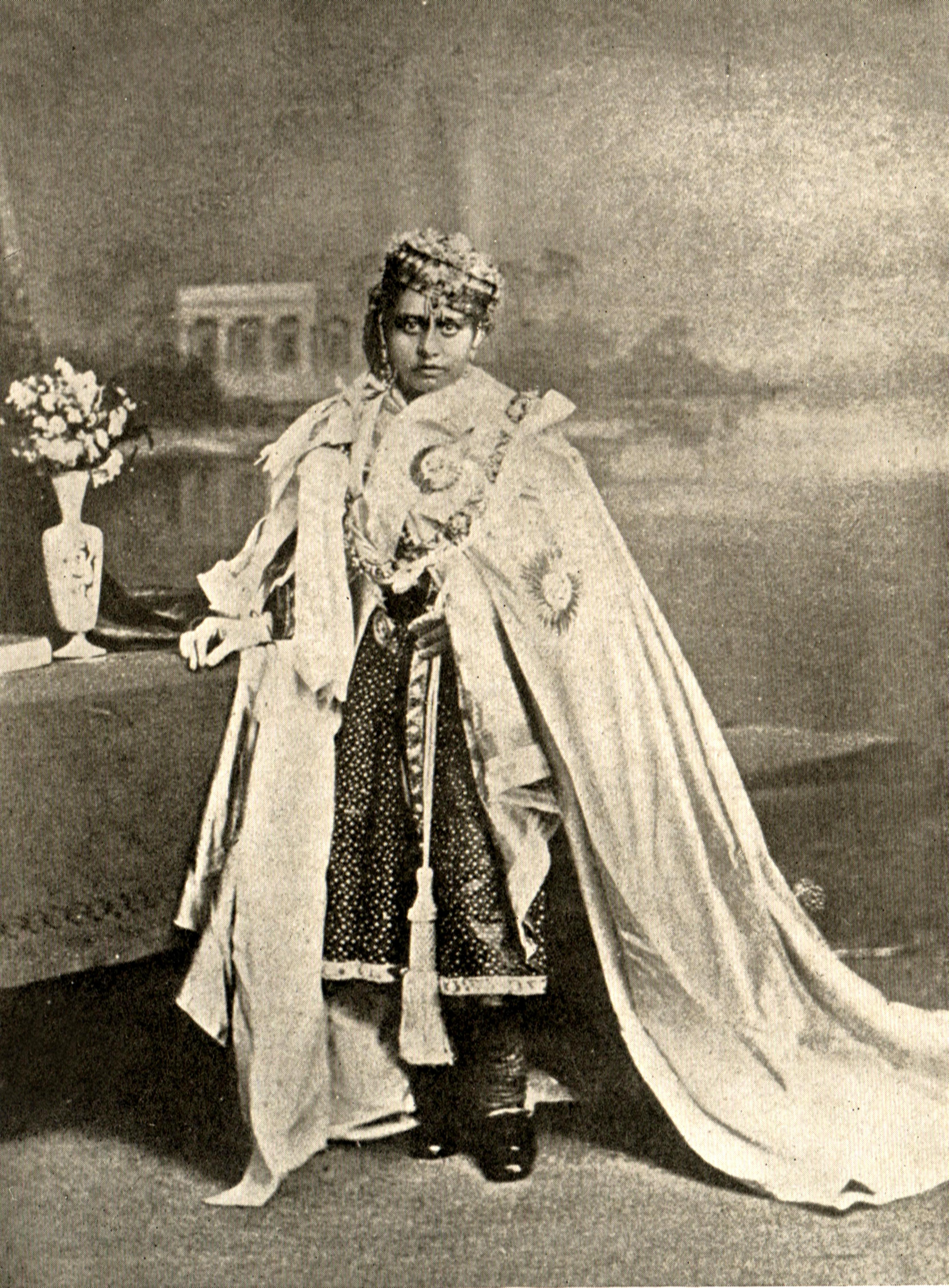
Shah Jahan Begum (1868-1901)

- Faiz Muhammad Khan 1742-1777 (+ 12 de desembre de 1777)
- Hayat Muhammad Khan 1777-1807 (+ 12 de novembre de 1807)
- Ghaus o Ghous Muhammad Khan 1807-1826 (nominal)
- Wazir Muhammad Khan (fill de Sahibzada Sharif Muhammed Khan, que era fill de Nawabzada Fazil Muhammed Khan, al seu torn fill de Dost Muhammad Khan) 1807-1816 (efectiu)
- Nazar Muhammad Khan 1816-1819
- Munir Muhammad Khan 1819-1827
- Kudsia Begum (filla de Ghous, esposa de Nazar) 1819-1837 (+1881)
- Jahangir Muhammad Khan 1837-1844
- Faudjar Muhammad Khan (fill de Ghous) 1844-1847 (va abdicar i va morir en data desconeguda)
- Sultan Sikandar Begum (filla de Nazar i esposa de Jahangir) 1847-1868 (+ 30 de novembre de 1868)
- Sultan Shah Jahan Begum 1868-1901 (+16 de juny de 1901)
- Sultan Jahan Begum 1901-1926 (va abdicar el 1926, + 12 de maig de 1930)
- Hamidullah Khan 1926-1949 (+1960)